# Philip Bernard
Philip William Samuel Bernard (Tottenham, Reino Unido; 5 de febrero de 1890-Guadalajara, México; 15 de julio de 1975) fue un deportista británico especialista en lucha libre olímpica donde llegó a ser medallista de bronce olímpico en Amberes 1920.

## Carrera deportiva
En los Juegos Olímpicos de 1920 celebrados en Amberes ganó la medalla de bronce en lucha libre olímpica estilo peso pluma, siendo superado por los luchadores estadounidenses Charles Ackerly (oro) y Sam Gerson (plata).